# Thuyền rồng tại Đại hội Thể thao châu Á 2018 – 200m Nữ
Nội dung thi đấu thuyền rồng (đua thuyền truyền thống) 200m nữ tại Đại hội Thể thao châu Á 2018 được tổ chức vào ngày 25 tháng 8 năm 2018.

## Lịch thi đấu
Tất cả các giờ đều là Giờ miền Tây Indonesia (UTC+07:00)
| Ngày                         | Thời gian | Nội dung  |
| ---------------------------- | --------- | --------- |
| Thứ Bảy, 25 tháng 8 năm 2018 | 10:00     | Heats     |
| Thứ Bảy, 25 tháng 8 năm 2018 | 11:00     | Repechage |
| Thứ Bảy, 25 tháng 8 năm 2018 | 11:30     | Bán kết   |
| Thứ Bảy, 25 tháng 8 năm 2018 | 14:00     | Chung kết |

## Đội hình thi đấu
| Trung Quốc | Đài Bắc Trung Hoa | Hồng Kông | Ấn Độ |
| --- | --- | --- | --- |
| - Peng Xiaojuan - Dong Aili - Chen Chen - Wang Jing - Wang Li - Xu Fengxue - Zhong Yuan - Chen Xue - Tang Shenglan - Song Yanbing - Liang Liping - Huang Yi - Hu Chen - Bai Ge - Pan Huizhu - Li Lianying                                                                                           | - Tsai Wen-ching - Tai Yin-chen - Rao Jhi-hsyuan - Pan Wei-shiu - Pai Chien-yu - Liu Yen-ting - Liu Jen-yu - Lin Yi-an - Lin Pei-hsuan - Lin Meng-jung - Lin Jia-min - Hung Wei - Chu Hsiang-ting - Chen Hsin-hui - Chou Ching-ting - Chen Pin-chun | - Tang Man Lok - Wong Lap Man - Wendy Lau - Yoyo Sin - Inglid Li - Cheung Shuk Ting - Leung Po Shan - Yun Kit Yi - Ko Wai Man - Wu Cheuk Wai - Sophia Wong - Li Yan Yan - Peggy To - Tam Tsz Wai | - Menu - Sushila Chanu Shoibam - Rajeshwari - Ramkanya Dangi - Manisha Rani - Neetu Verma - Yaiphabi Devi Oinam - Dimita Devi Toijam - Shamashakhi Devi Yumnam - Sanjana Singh - Sarju Devi Konjengbam - Nazis Mansoori - Manju - Kirti Kewat - Aarti Nath - Thajamanbi Chanu Phairembam |
| Indonesia | Triều Tiên | Malaysia | Myanmar |
| - Ririn Puji Astuti - Since Lithasova Yom - Ramla B - Fazriah Nurbayan - Alvonsina Monim - Stevani Maysche Ibo - Masripah - Shifa Garnika Nurkarim - Christina Kafolakari - Selvianti Devi Hidayat - Raudani Fitra - Astri Dwijayanti - Emiliana Deau - Aswiati - Riana Yulistrian - Risti Ardianti | - To Myong-suk - Yun Un-jong - Ri Hyang - Kim Su-hyang - Jong Ye-song - Ho Su-jong - Cha Un-yong - Cha Un-gyong - Hyun Jae-chan - Kang Cho-hee - Lee Ye-lin - Choi Yu-seul - Jang Hyun-jung - Byun Eun-jeong - Jo Min-ji - Kim Hyeon-hee            | - Zarina Zahid - Teyo Su Wern - Soo Wei Meng - Siew Sue Ann - Seak Chui Lai - Chanelle Liu - Lim Sook Fun - Lim Shuh Huey - Lesley Lim - Lim Jiy Ni - Sandra Lee - Lai Vui Ni - Peggy Lai - Priscilla Chew - Vivian Kuan - Chew Pei Lyn                                                                                 | - Lin Lin Kyaw - Aye Aye Thein - Naw Aye Thin - Hla Hla Htwe - Su Wai Phyo - Kyi Lae Lae Wai - Win Win Htwe - Moe Ma Ma - Saw Myat Thu - Hay Mar Soe - Naw Arkar Moe - Thet Phyo Naing - Lin Lin Kyew - Phyu Phyu Soe - Khin Phyu Hlaing - Myint Myint Soe                               |
| Philippines | Singapore | Thái Lan | |
| - Patricia Bustamante - Maribeth Caranto - Aidelyn Lustre - Bernadette Espena - Christine Mae Talledo - Rhea Roa - Theresa Mofar - Sharmane Mangilit - Glaiza Liwag - Rosalyn Esguerra - Lealyn Baligasa - Raquel Almencion - Apple Jane Abitona                                                    | - Sherdyn Teng - Vanessa Tan - Denise Lindsey Ng - Eunice Thiam - Loh Peixuan - Diana Nai - Ng Ji Yan - Lew Si Hsien - Shanice Ng - Janice Yoong - Clara Siew - Wong Siong Yee - Chua Jia Min - Carmen Pang - Joyce Wee - Lim Xiaowei               | - Kanittha Nennoo - Nipatcha Pootong - Nipaporn Nopsri - Pranchalee Moonkasem - Wararat Plodpai - Wanida Thammarat - Prapaporn Pumkhunthod - Suphatthra Kheha - Patthama Nanthain - Praewpan Kawsri - Nattakant Boonruang - Mintra Mannok - Jariya Kankasikam - Arisara Pantulap - Saowanee Khamsaeng - Jaruwan Chaikan | |

## Kết quả

### Heats
- Vòng loại: 1–3 → Bán kết (BK), Nghỉ → Repechage (R)

#### Heat 1
| Thứ hạng | Đội               | Thời gian | Ghi chú |
| -------- | ----------------- | --------- | ------- |
| 1        | Myanmar           | 57.765    | BK      |
| 2        | Thái Lan          | 57.987    | BK      |
| 3        | Đài Bắc Trung Hoa | 58.555    | BK      |
| 4        | Philippines       | 59.441    | R       |
| 5        | Hồng Kông         | 1:01.557  | R       |
| 6        | Malaysia          | 1:02.829  | R       |

#### Heat 2
| Thứ hạng | Đội        | Thời gian | Ghi chú |
| -------- | ---------- | --------- | ------- |
| 1        | Trung Quốc | 55.996    | BK      |
| 2        | Indonesia  | 57.264    | BK      |
| 3        | Triều Tiên | 57.362    | BK      |
| 4        | Singapore  | 59.004    | R       |
| 5        | Ấn Độ      | 1:00.452  | R       |

### Repechage
- Vòng loại: 1–4 → Bán kết (BK), Nghỉ → Tail race (TR)

| Thứ hạng | Đội         | Thời gian | Ghi chú |
| -------- | ----------- | --------- | ------- |
| 1        | Singapore   | 58.676    | BK      |
| 2        | Philippines | 59.632    | BK      |
| 3        | Ấn Độ       | 1:00.238  | BK      |
| 4        | Hồng Kông   | 1:01.210  | BK      |
| 5        | Malaysia    | 1:02.314  | TR      |

### Bán kết
- Vòng loại: 1–3 → Chung kết (CK), Nghỉ → Tail race (TR)

#### Bán kết 1
| Thứ hạng | Đội               | Thời gian | Ghi chú |
| -------- | ----------------- | --------- | ------- |
| 1        | Trung Quốc        | 56.787    | CK      |
| 2        | Thái Lan          | 57.405    | CK      |
| 3        | Đài Bắc Trung Hoa | 58.513    | CK      |
| 4        | Philippines       | 59.213    | TR      |
| 5        | Hồng Kông         | 1:04.735  | TR      |

#### Bán kết 2
| Thứ hạng | Đội        | Thời gian | Ghi chú |
| -------- | ---------- | --------- | ------- |
| 1        | Indonesia  | 56.065    | CK      |
| 2        | Triều Tiên | 56.861    | CK      |
| 3        | Myanmar    | 57.099    | CK      |
| 4        | Singapore  | 59.035    | TR      |
| 5        | Ấn Độ      | 1:00.173  | TR      |

### Chung kết

#### Tail race
| Thứ hạng | Đội         | Thời gian |
| -------- | ----------- | --------- |
| 1        | Singapore   | 59.102    |
| 2        | Philippines | 59.614    |
| 3        | Ấn Độ       | 1:00.116  |
| 4        | Hồng Kông   | 1:01.214  |
| 5        | Malaysia    | 1:02.748  |

#### Trận tranh huy chương
| Thứ hạng | Đội               | Thời gian |
| -------- | ----------------- | --------- |
| 1        | Trung Quốc        | 56.161    |
| 2        | Indonesia         | 56.817    |
| 3        | Triều Tiên        | 56.851    |
| 4        | Thái Lan          | 57.571    |
| 5        | Myanmar           | 58.071    |
| 6        | Đài Bắc Trung Hoa | 1:00.681  |